# Verbano-Cusio-Ossola

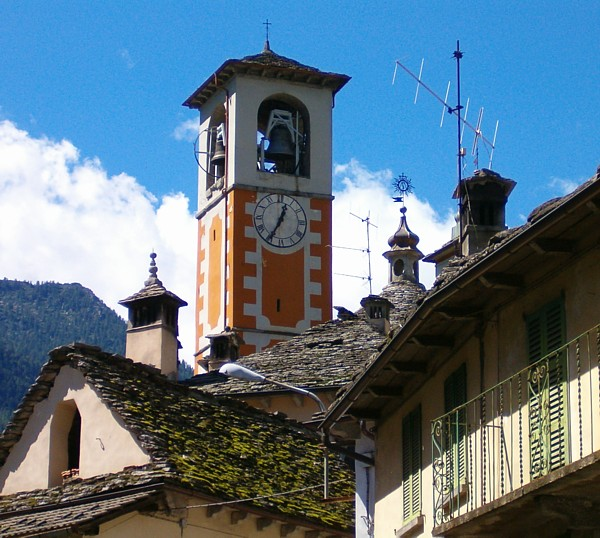
Valle Anzasca

De provincie Verbano-Cusio-Ossola bestaat pas sinds 1992. Voor die tijd maakte het deel uit van de provincie Novara. Verbano-Cusio-Ossola ligt in het extreme noorden van de regio Piëmont. In het zuidoosten grenst de provincie aan de Lombardische provincie Varese, in het zuiden aan de provincie Novara, in het zuidwesten aan de provincie Vercelli en in het noorden aan de Zwitserse kantons Wallis en Ticino. De naam van de provincie staat voor de gebieden: Lago Maggiore (Verbano), Ossoladal (Ossola) en Lago di Orta (Cusio).

## Territorium
De provincie Verbano-Cusio-Ossola is een bergachtige provincie. Op de grens met Zwitserland liggen enkele van de hoogste bergen van de Alpen. De 4643 meter hoge Dufourspitze (Monte Rosa-massief) ligt aan het einde van het Valle Anzasca. Het Val Divedro is het doorgangsgebied naar Zwitserland en leidt naar de Simplonpas. Aan de andere zijde van de provincie ligt het langgerekte Lago Maggiore, een van de belangrijkste plaatsen qua toerisme voor de regio Piëmont. In het meer liggen de veel bezochte Isole Borromee. Tussen het meer en de hoge Alpen ligt het Nationaal Park Val Grande. Het is het prealpine gebergte van de Monte Zeda. In het zuiden ligt het rustige Lago d'Orta.

## Bezienswaardigheden
Het Lago Maggiore was een van de eerste toeristenbestemmingen ter wereld. De oevers rond Stresa en Baveno staan vol met luxe hotels. Tegenover Stresa liggen de drie Borromeïsche Eilanden. Isola Madre en Isola Bella hebben grote tuinen en paleizen (niet vrij toegankelijk), het Isola dei Pescatori is het meest authentieke. De noordoever van het Lago Maggiore is beduidend. Het andere meer van de provincie, het Ortameer, is veel kleiner en toeristisch gezien minder ontwikkeld. In het meer ligt een eiland dat behoort aan de provincie Novara. De dalen van Verbano-Ossola-Cusio zijn vaak nog ongeschonden zoals het Valle Antrona, Val Strona en de bergen van het Nationaal Park Val Grande. In het hoogste gedeelte van het Valle Formazza ligt de Cascata del Toce, een van de grootste watervallen van Europa. Wintersport wordt bedreven in Macugnaga (Valle Anzasca) en het noordelijkste deel van de provincie bij Formazza en San Domenico. Domodossola is een karakteristiek bergstadje.

## Belangrijke plaatsen
- Baveno
- Stresa

## Bergen
- Monte Rosa

Op een na hoogste bergmassief van de Alpen. Bij Macugnana kan men een bergbaan nemen naar het Passo Monte Moro, vandaar is de berg, met al haar gletsjers adembenemend.
- Pizzo d'Arbola

Deze 3235 meter hoge berg ligt in het extreme noorden van de provincie. Vlakbij liggen enkele historische bergpassen op de grens met Zwitserland; de Passo Gries en Passo San Giacomo. Het gebied is erg geliefd bij bergwandelaars.
- Mottarone

Berg tussen het Lago Maggiore en Lago d'Orta. Vanaf de 1491 meter hoge top zijn bij helder weer zeven meren te zien Lago Maggiore, Ortameer, Meer van Varese, Meer van Mergozzo, Meer van Monate, Meer van Comabbio en het kleine Meer van Biandronno.

## Afbeeldingen

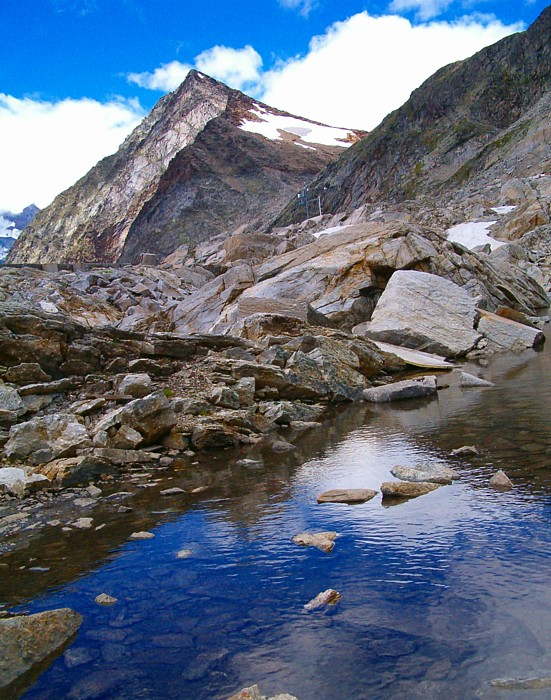
Monte Moropas
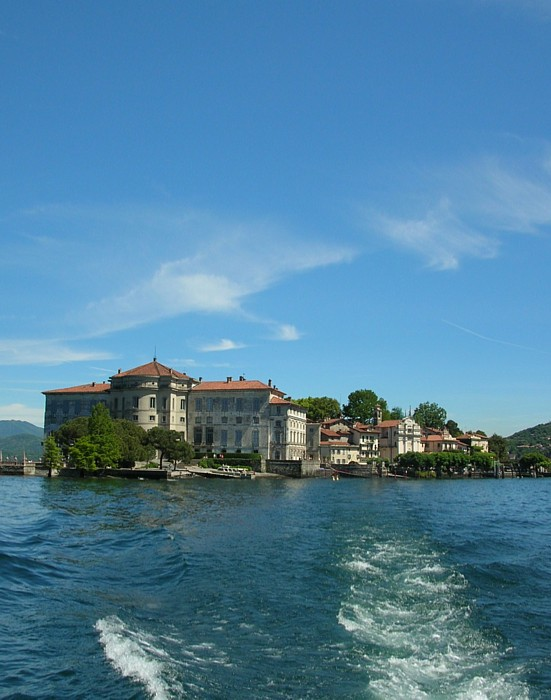
Isola Bella
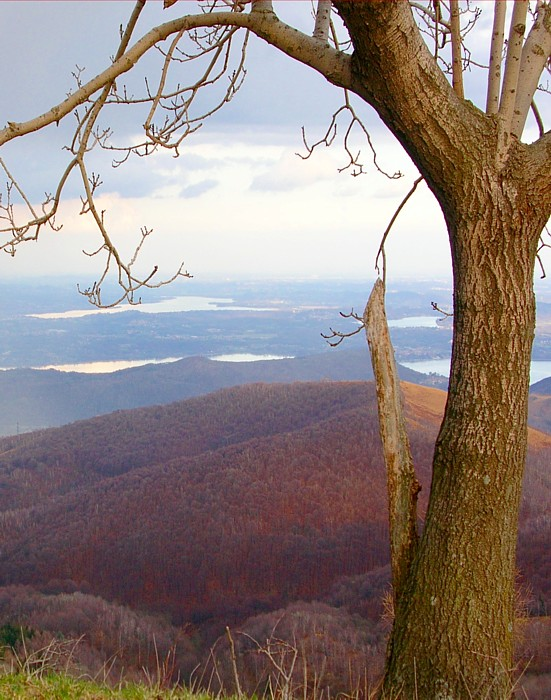
Mottarone